# サクリファイス (まふまふの曲)
『サクリファイス』は、まふまふの1つ目の配信限定シングル。2019年7月1日に配信開始。

## 概要
- 本曲の配信と同日に放送開始したテレビアニメ『かつて神だった獣たちへ』のオープニングテーマとしてタイアップされた[3]。
- 2019年6月22日に埼玉・メットライフドームで行われたまふまふのワンマンライブ「ひきこもりでもLIVEがしたい！〜すーぱーまふまふわーるど2019＠メットライフドーム〜」で初披露されていた[3]。
- 2019年7月5日からはYouTubeとニコニコ動画でミュージック・ビデオが公開されている。[4]